# Ludmiła Popiel
Ludmiła Popiel (ur. w 1929 w Zarówniu, zm. w 1988 w Warszawie) – polska artystka, wybitna przedstawicielka nurtu awangardowego i konceptualnego. Autorka prac wizualnych, akcji, instalacji, projektów konceptualnych. Związana życiowo i artystycznie z Jerzym Fedorowiczem była współinicjatorką i uczestniczką Międzynarodowych Spotkań Artystów, Naukowców i Teoretyków Sztuki w Osiekach, uczestniczką najważniejszych dla polskiej sztuki awangardowej lat sześćdziesiątych i siedemdziesiątych XX w sympozjów (min: Puławy 1966, Wrocław'70, Opolno 1971) a w latach osiemdziesiątych akcji artystycznych w galerii „Piwna” w Warszawie
Jej prace znajdują się w zbiorach m.in. Muzeum w Koszalinie, Muzeum Narodowego w Krakowie, Warszawie, Wrocławiu, Muzeum Architektury we Wrocławiu, Muzeum Sztuki Nowoczesnej w Warszawie, Muzeum Ziemi Chełmskiej w Chełmie.

## Twórczość
- Cykl obrazów „Bramy ciszy”
- Cykle obrazów zobiektywizowanych „Labirynty” – obrazy monochromatyczne, budowane na zasadach rygorów geometrycznych, stwarzające przestrzeń iluzoryczną i złudzenie przestrzeni poza obrazem.
- Obrazy zobiektywizowane „Podwójne”, „Potrójne” – identycznie malowane obrazy zestawione razem.
- Cykl rysunków: „Humana, Sacra, Morta”
- Prace w zbiorach muzeów w: Koszalinie, Szczecinie, Wrocławiu, Krakowie, Chełmie

### Akcje i sztuka konceptualna
- 1970 – „A-B Metr Osieki 1970 (Akcja) – Obraz metra, jako obraz pojęcia (rekwizyty w Muzeum w Koszalinie) (wspólnie z Jerzym Fedorowiczem)
- 1970 – „Linia falista” (Projekt), Sympozjum Wrocław 1970. Projekt umieszczenia linii falistej długości 285 m wzdłuż ul. Powstańców Śląskich we Wrocławiu.

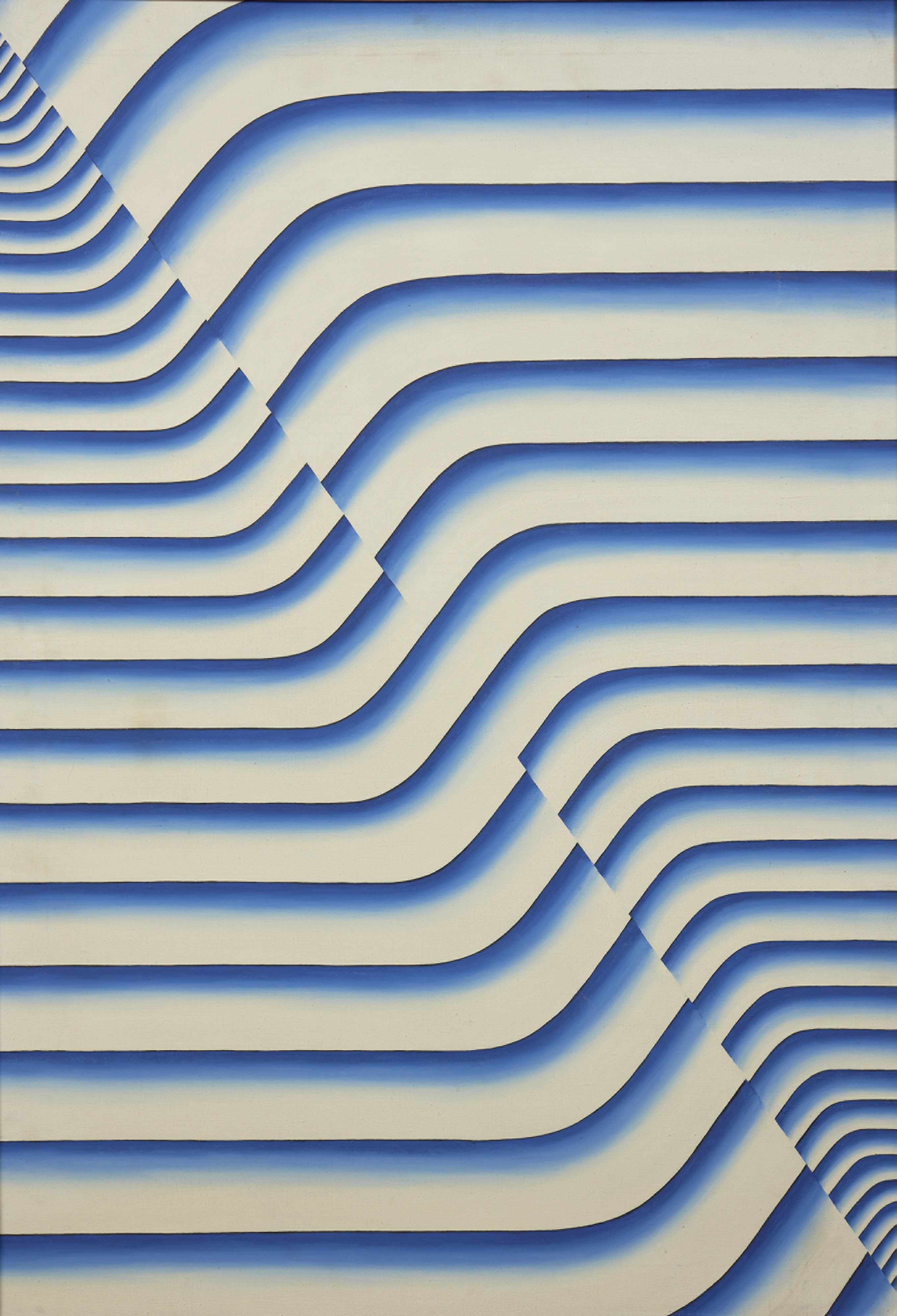
Ludmiła Popiel, 20-68, 1968. W kolekcji Muzeum Narodowego w Szczecinie.

- 1971 – „NIĆ” – Sympozjum Opolno 1971 projekt przeciągnięcia przędzy bawełnianej nad kopalnią odkrywkową Turów 1 w Turoszowie (wspólnie z Jerzym Fedorowiczem)
- 1972 – „Przekształcenie” (Akcja), Osieki 1972. Próba zapisu prostych działań w przestrzeni w postaci wzoru i dalsza nim manipulacja (wspólnie z Jerzym Fedorowiczem)
- 1972 – „Communication paper” (system) – list obiegowy do Edynburga (Mailart) (Galeria sztuki kreatywnej Wrocław).
- 1972 – „Koszalin Super-star Bałtyku” – propozycje urbanistyczne Koszalin-Osieki (wspólnie z Jerzym Fedorowiczem)
- 1973 – „Pejzaż obiektywny” (Akcja) Osieki 1973 (wspólnie z Jerzym Fedorowiczem)
- 1973 – „I matrimonii fatti a Roma” – informacja o faktach z potocznej realnej rzeczywistości. Rzym – Wrocław
- 1974-1975 – Zbiory „Przedmiotów niepotrzebnych” i „Przedmiotów znalezionych” – Rzym
- 1977 – „Synchron” (Akcja) Dłusko 77, Trzy niezależne grupowe decyzje wyboru kierunku w przestrzeni przecięte w wybranym punkcie (model synchroniczny) (wspólnie z Jerzym Fedorowiczem)
- 1978 – „Bielszy niż śnieg” (Akcja) Jankowice 1978, – Próba zderzenia mitu z rzeczywistością (wspólnie z Jerzym Fedorowiczem)
- 1979 – „IN” (Instalacja) – Galeria „Akumulatory” Poznań, Wrocław (wspólnie z Jerzym Fedorowiczem)
- 1980 – „IN” – Sytuacja topograficzna Osieki (wspólnie z Jerzym Fedorowiczem)
- 1982 – „Substanty” Galeria PIWNA, Warszawa
- 1983 – „I rzekł im...” Galeria PIWNA, Warszawa (wspólnie z Jerzym Fedorowiczem)

### Uczestnictwo w sympozjach i wystawach
| ROK                                            | WYDARZENIE |
| ---------------------------------------------- | --- |
| 1956 i 1957                                    | Wystawa wiosenna plastyki koszalińskiej – rysunki, szkice do scenografii, rysunki – gwasz |
| 1956 i 1957                                    | Wystawa wiosenna plastyki koszalińskiej (ZPAP, CBWA) |
| 1959                                           | Wystawa malarstwa Słupsk – Koszalin (ZPAP, CBWA Szczecin) |
| 1960                                           | |
| Jesienna wystawa plastyki koszalińskiej – Łódź | |
| 1962/1963                                      | „I Plener Koszaliński Osieki 63” organizacja i uczestnictwo |
| 1963                                           | „Argumenty” Galeria Krzywe Koło |
| 1963                                           | „Parada Sztuki Nowoczesnej” Elbląg |
| 1964                                           | Międzynarodowe Spotkania Artystów, Naukowców i Teoretyków Sztuki w Osiekach” II Plener |
| 1965                                           | Wystawa Sztuki Nowoczesnej Galeria „EL” w Elblągu |
| 1965                                           | „Konfrontacje” |
| 1965                                           | Międzynarodowe Spotkania Artystów, Naukowców i Teoretyków Sztuki w Osiekach” – III Plener |
| 1966                                           | „Konfrontacje” |
| 1966                                           | X-lecie ZPAP Koszalin |
| 1966                                           | I Sympozjum Artystów i Naukowców w Puławach „Forma” – metal |
| 1966                                           | „Sztuka w zmieniającym się świecie” Puławy, Lublin |
| 1966                                           | „Malarstwo – J. Fedorowicz, I. Kozera, L. Popiel, J. Ziemski” Galeria BWA – Wrocław |
| 1966                                           | IV Wystawa malarstwa ziem nadodrzańskich. |
| 1966                                           | 3 Festiwal Malarstwa Polskiego w Szczecinie |
| 1966                                           | „Międzynarodowe Spotkania Artystów, Naukowców i Teoretyków Sztuki w Osiekach” – IV Plener |
| 1967                                           | Festiwal sztuk plastycznych „Porównania II” Sopot |
| 1967                                           | 11 Polskich Malarzy Pardubice Czechy |
| 1967                                           | „Przestrzeń, ruch, światło”, Wrocław |
| 1967                                           | „Międzynarodowe Spotkania Artystów, Naukowców i Teoretyków Sztuki w Osiekach” – V Plener |
| 1968                                           | Współczesna Sztuka Polska SVEAGALLERIET Sztokholm, Szwecja |
| 1968                                           | Pomnik – kompozycja przestrzenna – Toruń |
| 1968                                           | IV Festiwal Polskiego Malarstwa Współczesnego Szczecin |
| 1969                                           | I Sympozjum Plastyki Złotego Grona – Zielona Góra |
| 1969                                           | XXII Festiwal Sztuk Plastycznych w Sopocie – „Porównania III” |
| 1970                                           | Wrocław 70 Sztuka pojęciowa „Linia Falista” (projekt) |
| 1970                                           | V Festiwal Malarstwa Polskiego w Szczecinie |
| 1970                                           | Zjawiska Akustyczne i Świetlne w sztuce i otoczeniu człowieka – Warszawa |
| 1970                                           | „Międzynarodowe Spotkania Artystów, Naukowców i Teoretyków Sztuki w Osiekach” – VIII Plener „A-B Metr” Akcja.                                                                                    |
| 1971                                           | V Wystawa i Sympozjum plastyki Złote Grono – Zielona Góra, Kompozycja podwójna 140X120 |
| 1971                                           | Porównania 4 – Sopot; Kompozycja potrójna (3 × 120x140), |
| 1971                                           | „Międzynarodowe Spotkania Artystów, Naukowców i Teoretyków Sztuki w Osiekach” – IX Plener |
| 1972                                           | Sztuka Pojęciowa, BWA, Lublin |
| 1972                                           | Kontrapunkt, Wrocław, 1972–1973, I MATRIMONI FATTI A ROMA ROMA-WROCŁAW |
| 1972                                           | „Communication Paper” (SYSTEM) – m.in. list obiegowy do Edynburga (mailart-akcja) Galeria Demarco Edynburg, Galeria Sztuki Kreatywnej Wrocław                                                    |
| 1972                                           | „Międzynarodowe Spotkania Artystów, Naukowców i Teoretyków Sztuki w Osiekach” – X Plener, Przekształcenie, Próba zapisu prostych działań w przestrzenie w postaci wzoru i dalsza nim manipulacja |
| 1973                                           | „Międzynarodowe Spotkania Artystów, Naukowców i Teoretyków Sztuki w Osiekach” – XI Plener „Pejzaż Obiektywny” – Akcja „Koszalin Superstar Bałtyku” – propozycje urbanistyczne Koszalin-Osieki    |
| 1975                                           | „Projekty architektoniczne nadmorskich ośrodków” wystawa – Słupsk Galeria „Nowa brama” |
| 1977                                           | Sympozjum RelARTacje, Dłusko, „SYNCHRON” (akcja) |
| 1978                                           | Wystawa „Plenery Osieckie” Berlin |
| 1978                                           | Sympozjum RelARTacje Jankowice 78 „Bielszy niż śnieg” (Akcja) |
| 1979                                           | Wystawa polskich artystów Varbergs Museum, Szwecja |
| 1979                                           | „IN’ (instalacja) Galeria Akumulatory Poznań, Wrocław, Płock |
| 1980                                           | Wystawa „Spotkania 80” Słupsk |
| 1980                                           | „Międzynarodowe Spotkania Artystów, Naukowców i Teoretyków Sztuki w Osiekach” Plener XVIII, „IN” SYTUACJA TOPOGRAFICZNA                                                                          |
| 1981                                           | II Międzynarodowe Triennale Rysunku – Wrocław „Substant” |
| 1981                                           | „Przestrzeń w przestrzeni” Wrocław |
| 1981                                           | „Czas zdeterminowany” Wrocław org. J Chwałczyk |
| 1981                                           | „Międzynarodowe Spotkania Artystów, Naukowców i Teoretyków Sztuki w Osiekach” Plener XIX |
| 1982                                           | 'Substanty” Galeria PIWNA |
| 1983                                           | „...I rzekł...” Galeria PIWNA 20/26, Warszawa |
| 1983                                           | „Znak krzyża” – Warszawa ul Żytnia |
| 1984                                           | Wystawa „Język geometrii” Zachęta Warszawa, „Semeion 84” tryptyk, tekst... |
| 1986                                           | „Geometria i ład” Galeria 72 – Sympozjum w Chełmie Lubelskim |
| Wystawy pośmiertne                             | |
| 1990                                           | „W Kręgu Krzywego Koła” Muzeum Narodowe w Warszawie |
| 1993                                           | „OSIEKI 1963-1961” Wystawa – dokumenta, Koszalin |
| 1995                                           | „Sztuka na Pomorzu po roku 1945” Szczecin, |
| 1999                                           | „Refleksja konceptualna w sztuce polskiej” – Centrum Sztuki Współczesnej, Warszawa |
| 2008                                           | Puławy 1966 – Centrum Sztuki Współczesnej, Warszawa |
| 2008                                           | Prekursorzy współczesności – nowoczesna sztuka Koszalina (1945-2000), Szczecin 2008 |
| 2011                                           | Mapy/Maps (Art cartography in the centre of Europe 1960-2011) Bratysława, Słowacja |
| 2016                                           | Ludmila Popiel – wystawa indywidualna (Fundacja Arton), Warszawa |
| 2017                                           | Inny Trans-Atlantyk Sztuka kinetyczna i op-art w Europie Wschodniej i Ameryce Łacińskiej w latach 50. – 70. MSN, Warszawa, São Paulo, Moskwa                                                     |
| 2018                                           | „Formy Nikłe” Ludmiły Popiel & Jerzego Fedorowicza (Fundacja Arton), Warszawa |
| 2019                                           | IN / Ludmiła Popiel i Jerzy Fedorowicz Galeria „EL”, Elbląg |

### Teksty
- Popiel, L. (1978), „Czas aktualny sztuki i cywilizacji pośpiechu, czy istnieje więź bezkolizyjna?”, W.A. Matuszewski, red. SytuARTacje, Jankowice 2–11 lutego 1978
- Popiel, L. (1978), „Kicz” (manuskrypt)
- Ludmiła Popiel, Jerzy Fedorowicz (1972), „Definicja Sztuki”

Sztuka niczemu nie służy. Nie jest poznaniem w takim rozumieniu jak nauka. Nie jest przekazem przeżywanych uczuć, ani obrazem wyimaginowanej rzeczywistości. Nieistotne są te jej cechy na podstawie których, dokonuje się wartościowania „dzieł sztuki”. Nieistotna jest forma materialna lub rodzaj zapisu. Sztuki nie należy utożsamiać z aktywnością działania. Sztuka może zaistnieć jedynie jako przebłysk wyizolowanej świadomości i do takiej się odwołuje.

### Spotkania artystów, naukowców i teoretyków sztuki w Osiekach
W 1962 Jerzy Fedorowicz i Ludmiła Popiel poznali w Koszalinie Mariana Bogusza i w wyniku wielu spotkań w ich mieszkaniu narodził się pomysł spotkań artystów w Osiekach.
Plenery okazały się niezwykle udanym wydarzeniem artystycznym. W spotkaniach tych uczestniczyli najwybitniejsi artyści i intelektualiści tamtych czasów, m.in. Tadeusz Kantor, Julian Przyboś, Henryk Stażewski, Artur Sandauer i Henryk Berlewi. Jerzy Ludwiński nazwał Ludmiłę Popiel i Jerzego Fedorowicza „twórcami epoki plenerów”. Spotkania w Osiekach, które Julian Przyboś nazywał „letnią stolicą sztuki polskiej”, weszły do kanonu polskiej sztuki nowoczesnej.

### Prace projektowe
Głównie w latach 70. wraz z mężem wykonała wiele projektów w dziedzinie sztuki użytkowej. Były to głównie projekty wnętrz nadmorskich ośrodków sanatoryjnych i wczasowych (Wystawa – Słupsk), urzędów stanu cywilnego, mebli. Autorka wielu znanych ex librisów.

## Życiorys
Dzieciństwo spędziła w Chorzelowie, gdzie od 1933 ojciec kierował szkołą. W 1949, po ukończeniu gimnazjum i liceum w Mielcu, rozpoczęła studia na wydziałach architektury wnętrz Akademii Sztuk Plastycznych w Krakowie oraz filologii angielskiej Uniwersytetu Jagiellońskiego (wydział rozwiązany w 1951). W 1954 ukończyła Krakowską Akademię Sztuk Plastycznych na wydziale architektury wnętrz.
Jako stypendystka Ministerstwa Kultury, wraz z mężem Jerzym Fedorowiczem i pierwszą grupą artystów przyjechała do Koszalina. Ze względu na brak jakichkolwiek organizacji zrzeszających artystów, założyli lokalny oddział ZPAP, co zapoczątkowało utworzenie środowiska artystycznego.
Kolejno mieszkała i tworzyła w Koszalinie, Rzymie i Warszawie. Lata 50–60 w jej twórczości, to głównie sztuka o charakterze poszukiwań wizualnych.
W latach 70. XX w. związała się ze światowym nurtem sztuki pojęciowej, prekursorka konceptualizmu w Polsce.
Autorka prac wizualnych, akcji, instalacji, projektów konceptualnych.

## Życie prywatne
Była bratanicą polityka Karola Popiela oraz córką Konstantego Popiela.